# Церква Іоана Богослова (Ніжин)
Церква Іоана Богослова — споруджена 1752 на сучасній вулиці Гоголя у часи правління Гетьмана України Кирила Розумовського. Ктитор — ніжинський грек Іван Тернавіот. Зведена на місці однойменної дерев'яної церкви, яка існувала на цьому місці з часів Чернігівського воєводства Речі Посполитої 1619 року. Фахівці відносять авторство церкви архітекторам Андрію Квасову та Івану Григоровичу-Барському. Будівля має два престоли: Івана Богослова на нижньому поверсі (тепла або зимова церква) та Воскресіння Христового на верхньому (літня церква).
Поряд із церквою розташована пам'ятка архітектури та історії місцевого значення — «Будинок, у якому народився Ю. Ф. Лисянський» (кін. XVIII — пер. пол. XIX ст., охоронний № 5570-ЧР), де на рубежі XVIII—XIX ст. мешкала родина протоієрея Федора Лисянського і де, на думку дослідників, народився та провів дитинство Юрій Федорович Лисянський (1773—1837), — відомий український навколосвітній мореплавець, дослідник-географ, океанолог, картограф, етнограф та першовідкривач нових земель. У будинку ведуться роботи зі створення експозиції меморіального музею відомого українського мореплавця.

## Архітектура
Центричний храм. Хрещата в плані, однобанна й компактна церква. Храм двоярусний — на першому була тепла церква, на другому — холодна, досить рідкісна форма для української храмової архітектури. За об'ємно-просторовим вирішенням вона належить до різновиду тетраконхових будівель. Гарні пропорції споруди з підкреслено струнким, пірамідальним силуетом із видовженим світловим барабаном, стриманими оздобами в дусі пізнього українського бароко.

## Історія
Фінансування й організацію будівництва храму забезпечив повітовий маршалок ніжинського і батуринського шляхетства, відставний полковник, ніжинський грек з походження Іван Тернавіот, нащадок ніжинських війтів Петра та Стерія Тернавіотів. 
Будівництво церкви було завершено у 1752 (за іншими джерелами – 1751) році на місці однойменної дерев’яної церкви, побудованої у ХVІІ столітті. За свідченнями Ф. Гумілевського, в ніжинській Воздвиженській церкві зберігалося рукописне Євангеліє, яке було дароване церкві Іоанна Богослова у 1619 році. Хто саме був архітектором проєкту кам’яної церкви, достеменно невідомо. Історики архітектури вбачають у цій пам’ятці елементи творчості відомих архітекторів Гетьманської України Андрія Квасова та Івана Григоровича-Барського. .
Архітектурний стиль церкви поєднав риси пізнього українського бароко (стриманий декор стін, вікон і дверних отворів) та класицизму (правильні пропорції, наявність портику та колон). Унікальність храму – в його двоярусності. На першому ярусі розташована тепла церква з престолом на честь Святого Апостола та Євангеліста Іоанна Богослова, на другому – холодна церква (для проведення служб улітку) з престолом на честь Воскресіння Христова. Церква одноглава, з куполом грушоподібної форми. До нашого часу зберіглися окремі розписи вівтарної частини традиційним олійним живописом XVIII століття та розпис барабана.
У XVIII—XIX ст. при церкві діяли парафіяльна школа та лікарня. При священнику Д. Стопановському у співпраці зі священиком грецької Михайлівської церкви О. Імшенецьким в останній у 1895 році була відкрита приходська школа для дівчат, де їх навчали грамоти, рукоділля та співу.
Протягом більш ніж півстоліття (1760—1826 рр.), настоятелями храму були почергово батько Федір та старший брат Іван  мандрівника Юрія Лисянського. 1 (12) квітня 1773 протоієрей у цьому храмі Федір Лисянський власноруч охрестив новонародженого сина Юрія (Георгія).
В лютому 1888 року купецька родина Москаленків охрестила тут свою другу дитину – доньку Марію (в майбутньому матір С. Корольова).

Опис церкви 1834:
Зданием каменная, двухэтажная, крепка, с деревянной при ней колокольней. Престолов в ней два: в нижнем теплом этаже, — во имя Святого Апостола и Евангелиста Ивана Богослова, а в вершине холодном, — во имя Воскресения Христова. Земли при сей церкви никакой не имеется. Дома у Священника и Дьякона-собственные, деревянные, на собственной земле.
Згідно зі сповідними розписами, на кінець XVIII століття парафія налічувала понад 700 осіб, у першій четверті XIX століття — понад 900, на середину XIX століття зменшилась до трохи понад 600, на початок XX століття знову понад 900, на останній передвоєнний 1913 рік — понад 1000. 

1925 року кількість парафіян зменшилась настільки, що парафія не була здатною вже підтримувати церкву в належному стані: 
19.IX.25 …Ніжинський Окрадмінвідділ сповіщає, що об'ява про сдачу будинка Івано-Богослівської церкви була зроблена і бажаючих взять її не знайшлось мабуть через те, що церквів у м Ніжині досить доволі (19 цер(ков) по 2 іноді у котроі парахвіі, цеб-то зімня і літня), а тому значить віруючи мають змогу задовольнять свої религійни потреби в инших церквах. Крим того зазначену церкву треба богато ремонтувати — не меньшь, як на тисяч з 3 карбованців, або і більше, чього жодна парахвія в Ніжині зробить змогі не мае. А тому зазначена церква повинна пустовать, тим більш, що маеться поруч і друга парахвія, Благовещенська (Украінська), котра подавши заяву, теж відмовляеться підтримовати свій будинок, через відсутність потребного числа парахвіян, а тому і можливості істнувать.

## Легенда про перебування Іоана Кронштадського
З легкої руки невідомого публіциста була запущена інформація, що ніби-то з балкона Івано-Богословської церкви благословляв місто відомий церковний діяч Іоан Кронштадський, коли він відвідував Ніжин під час своєї подорожі до Києва в 1893 році. Проте це не підтверджено жодними документальними джерелами, навпаки — стаття Федора Васютинського «Встрѣча жителями г. Нѣжина о.протоіерея Іоанна Кронштадскаго» в журналі «Чернѣговскія епархіальные извѣстія» № 10 від 15.05.1893 року свідчить, що протоієрей проїхав місто о третій годині ночі і зустріч з ніжинською делегацією (серед якої був і автор вищезгаданої статті) відбулась лише на станції Бахмач. Ось як описує Васютинський цю подію: 
Вмѣсто курьерскаго поѣзда о. Іоаннъ прослѣдовалъ ночью почтовымъ поѣздомъ, при чемъ безпокоить его въ три часа утра никто уже не рѣшился. Къ счастію, лицамъ, бывшимъ въ это время на вокзалѣ, пришла въ голову благая мысль — сопровождать въ поѣздѣ глубокочтимаго о. протоіерея до станціи «Бахмачъ» и тамъ уже принять отъ него благословеніе. Такъ и поступили, и, благодареніе Богу, цѣль была достигнута. Въ половинѣ шестаго часа утра 20 апрѣля [1893 г.] поѣздъ прибылъ въ Бахмачъ, и о. Іоаннъ милостиво потребовалъ къ себѣ въ вагонъ для благословенія малютокъ — дѣтей. <…> Затѣмъ открыто было окно вагона, у котораго показался о. Іоаннъ. Всѣ, обнаживъ головы, перекрестились и чинно стали подходить подъ благословеніе.

## В ролі бібліотеки та архівного сховища
З 1926 по 2019 рік в будівлі церкви було розташоване сховище окружного архіву (нині — Відділ збереження документів Державного архіву Чернігівської області), а будинок, у якому народився Ю. Ф. Лисянський використовувався як адміністративний корпус (стіл довідок, читальний зал тощо). Короткий час в церкві, паралельно з архівом, розташовувалась окружна бібліотека. У 1954—1955 роках у храмі велись реставраційні роботи. Також проведено ремонти в 1970-х, про що збереглись фото Михайла Чуракова в музеї архітектури ім. Щусєва. У 2013 та 2017 роках проведений ремонт адміністративної будівлі («будинок Лисянського»). 
Фотографії Будинку Лисянського не рідко потрапляли до краєзнавчих та історико-біографічних книг, адже саме з ним в першу чергу в дослідників асоціювався архів.

## Повернення приміщення Церкві
У місті було створено декілька малочисельних однойменних парафій Іоана Богослова ворогуючих конфесій та інші, які регулярно намагалися заволодіти приміщенням, виселивши архів. У 2019 році влада Ніжина надала архіву аварійне приміщення колишнього 11-го училища під сховище, куди з церкви Івана Богослова перевезли архівні справи.
4 квітня 2019 року Чернігівською обласною радою було прийнято рішення про передачу церкви Чернігівській єпархії ПЦУ. За словами чернігівського архієпископа Євстратія Зорі та настоятеля Катерининської церкви м. Чернігова Євгена Орди, храм передано асирійській громаді м. Ніжин. Начальник управління містобудування та архітектури Чернігівської ОДА Олександр Дмитрук озвучив суму, необхідну для поточних реставраційних робіт — 10—20 млн грн. 18 квітня 2019 року відбулась офіційна передача приміщення церкви. 6 вересня 2019 місцеві 6 вересня 2019 року місцеві активісти зафіксували проведення ремонту з порушеннями норм реставрації (зокрема, збито та зацементовано барокове оздоблення головного порталу храму) та незаконні (без дозволу та контролю відповідних служб) розкопки.  

## Музей мореплавця Юрія Лисянського
2019 ніжинський вчений-бібліофіл, який як связеник перебуває за штатом Чернігівської єпархії ПЦУ, Олександр Морозов вступив конфлікт з громадою храму та самовільно зайняв парафіяльний будинок - пам'ятку архітектури та історії місцевого значення - «Будинок, у якому народився Ю. Ф. Лисянський» (кін. 18 — пер. пол. XIX ст., охоронний № 5570-ЧР). Там розпочав створення самодіяльного музею мореплавця, географа, засновника наукової океанографії Юрія Лисянського.
Питання про створення в Ніжині меморіального музею Юрія Лисянського порушувалося в Ніжині давно, починаючи з 1973 року, коли комуністи дали дозвіл на відзначила 220-річного ювілею "російського мореплавця". Ініціаторами увічнення пам'яті мандрівника стали Ніжинський краєзнавчий музей, Ніжинське міське товариство охорони пам'яток, науковці Ніжинського державного педагогічного інституту імені Миколи Гоголя, численні краєзнавці.
Зрештою відділ Ніжинського краєзнавчого музею ім. І. Спаського «Меморіальний будинок-музей Юрія Лисянського» створений рішенням 63-ї сесії Ніжинської міської ради № 29-63/2019 від 27 листопада 2019 р.
Рішенням Ніжинської міської ради № № 52-63/2019 від 03.12.2019 р. пам'ятку архітектури та історії місцевого значення (охоронний № 5570-ЧР) «Будинок, де народився Ю. Ф. Лисянський», що звільнилася від попереднього користувача, було прийнято в комунальну власність ніжинської міської громади. 
Рішенням 64-ї сесії Ніжинської міської ради № 36-65/2019 від 24 грудня 2019 р. меморіальний будинок було передано на баланс Ніжинського краєзнавчого музею ім. І. Спаського. Управлінням культури і туризму Ніжинської міської ради було проведено робота щодо оформлення відповідної реєстраційної документації на будівлю. Наразі активістом Морозовим розроблено та затверджено наукову концепцію експозиції «Меморіального будинку-музею Юрія Лисянського», дизайн-концепцію «Меморіального будинку-музею Юрія Лисянського» та пакет проєктно-кошторисної документації на реставрацію та пристосування під музей пам'ятки архітектури та історії місцевого значення «Будинок, де народився Ю. Ф. Лисянський». Офіційно Меморіальний будинок-музей планується відкрити у 2023 році, до 250-ліття від дня народження Юрія Лисянського, чим буде завершено акт відторгнення цієї споруди із єдиного комплексу храму Іоанна Богослова. 

## Настоятелі храму
- ?-1741-? Семен Якович Ушкалевич (1703 — 6.05.1744)[26]
- ? - ? - Григорій Великошапка
- 1741-1760 (за іншими даними до 1761) Афанасій Бєлявський[5]
- 1760—1803 рр. — Федір Герасимович Лисянський (1735—1803) — батько мореплавця Юрія Лисянського
- 1803—1826 рр. — Іван Федорович Лисянський (*1759—?) — старший брат мореплавця Юрія Лисянського
- 1826—1868 рр. — Микола Петрович Гордієвський (*1796—?)
- 1869—1878 рр. — Василь Васильович Грабовський (*1823—?)
- 1879—1890 рр. — Федір Якимович Васютинський (*1844—?)
- 1890—1908 рр. — Дмитро Іванович Стопановський (*1839—?)
- 1909 — січень 1919 р. — Лаврентій Іванович Ніжинцев (*1839—?)[27]
- Січень 1919 року — після листопада 1919 року — Григорій Вербицький[28]

Після відновлення роботи
- 2019 —  квітень 2024 р. - Олег Володимирович Расковалов (5.01.1966-13.04.2024)
- з 2024 р. - ієромонах Софроній (1989 р.н.)

## Відомі парафіяни храму
- Осип Твердовський (1891-1930) — герой Бою під Крутами, офіцер Армії УНР, очільник ОУН в Люксембурзі. Був хрещений в храмі Івана Богослова.

## Цвинтар Церкви Іоанна Богослова
Біля церкви були поховання, про що свідчать декілька могильних плит, які збереглись донині. Достеменно відомо, що тут був похований отець Федір Лисянський. На сьогодні могильні плити вже не позначають місця поховань. Цвинтар був зруйнований на початку 1920-х років за наказом окупаційної комуністичної влади. Блюзнірське пояснення вандалізму: із вікон будиночка священника, де в той час розташовувався дитячий садочок, його вихованці «не повинні бачити могили попів та генералів».

## Сучасність
2019-2024 рр. настоятелем переданого Чернігівській єпархії храму був представник асирійської громади міста, Олег Володимирович Расковалов (5.01.1966 р.н.; професійний музикант, як церковнослужитель належав до різноманітних конфесій: почав службу у парафії Московського патріархату при Вознесенській церкві Ніжина; рукоположення у священники прийняв в УАПЦ, згодом перейшов до Київського Патріархату, а  2019 послідував Томосу Вселенського патріархату і став кліриком Православної Церкви України). З 2022 ієрей Олег Расковалов  капелан ЗСУ.  
13.04.2024 Олег Расковалов помирає від інсульту., похований із військовими почестями.  
Новим настоятелем стає ієромонах Софроній, колишній насельник Архангело-Михайлівського Звіринецького монастиря, з початком збройної агресії РФ в Україну та підтверджені факти систематичного колабораціонізму верхівки МП в Україні, отець Софроній послідував Томосу Вселенської патріархії та відновив своє ієромонаше достоїнство у Помісній Церкві - ПЦУ.
З 2019 по 2024 рік при храмі служив монах іконописець — ієродиякон Януарій ( Матвієнко), який багато потрудився над реставрацією храму. 
На храмове свято Іоанна Богослова 2022 у церкві Іоанна Богослова відправив літургію єпископ Чернігівський та Ніжинський ПЦУ Антоній (Фірлей). 

## Галерея

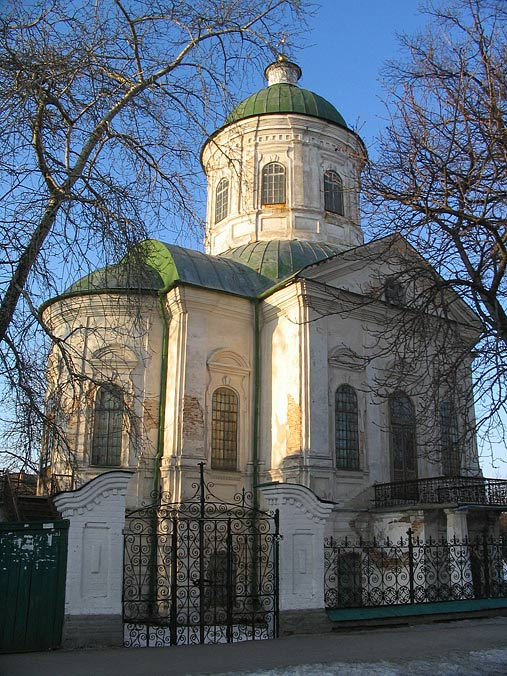
Фото церкви з іншого ракурсу
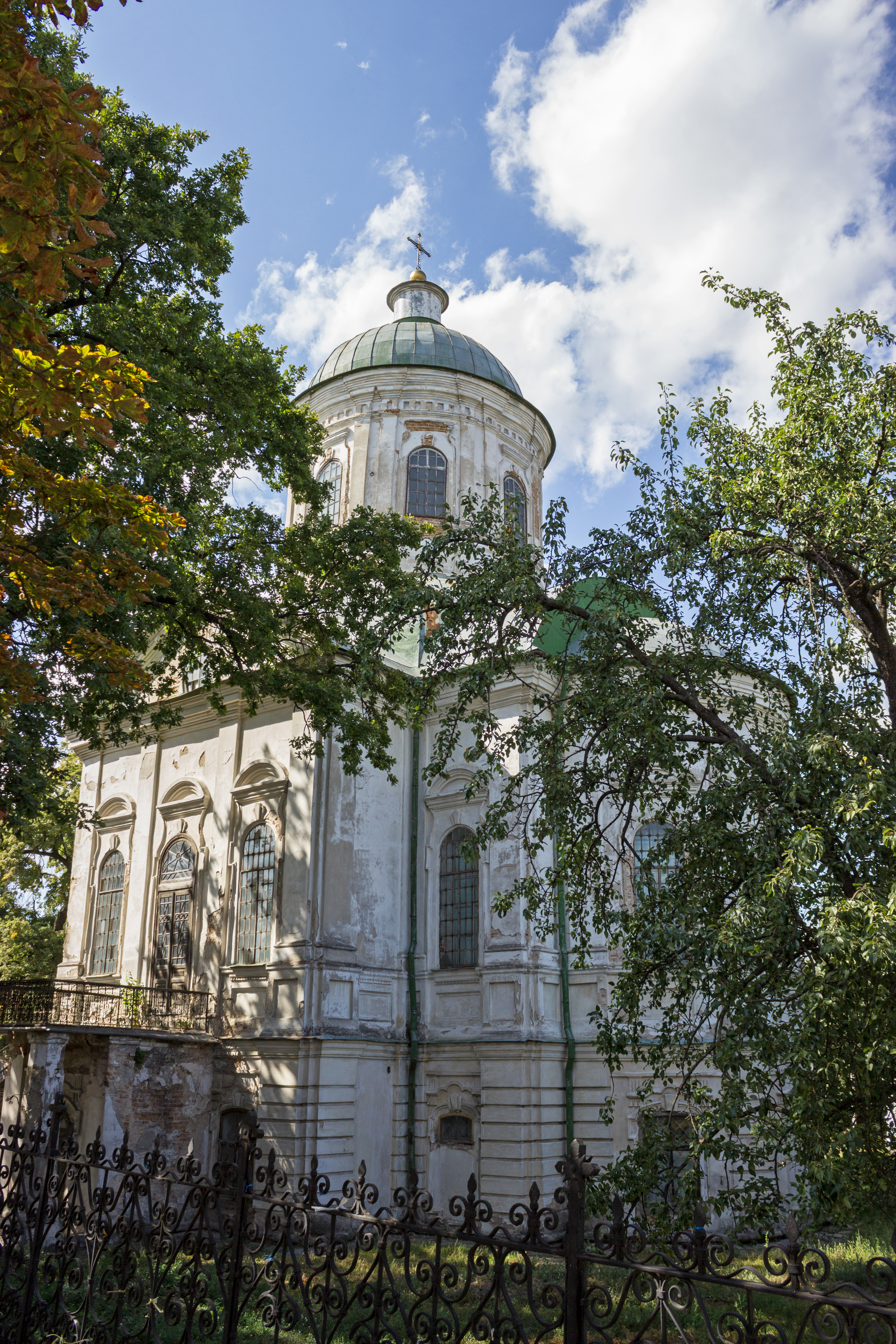
Церква влітку
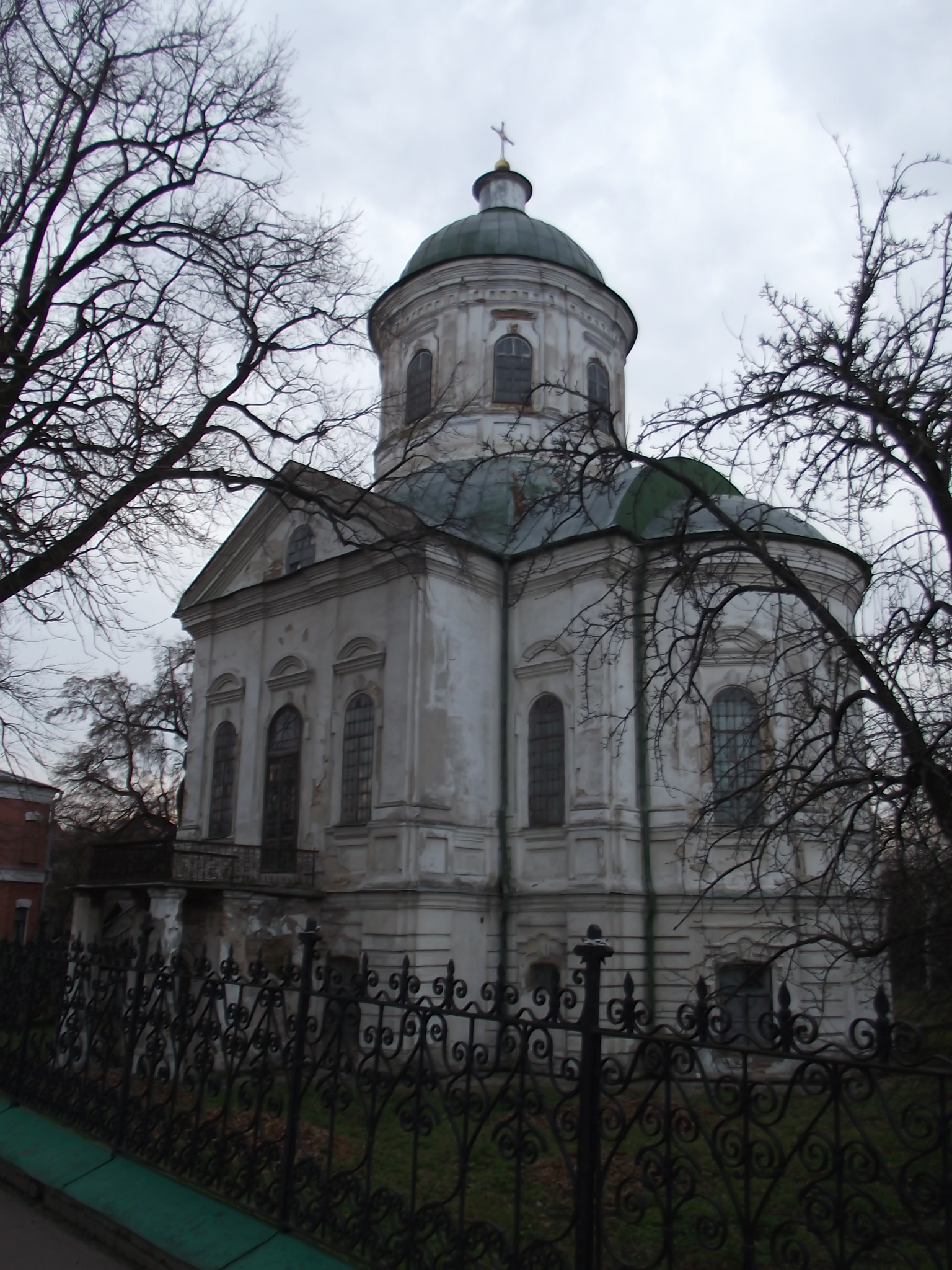
Загальний вигляд, 2010
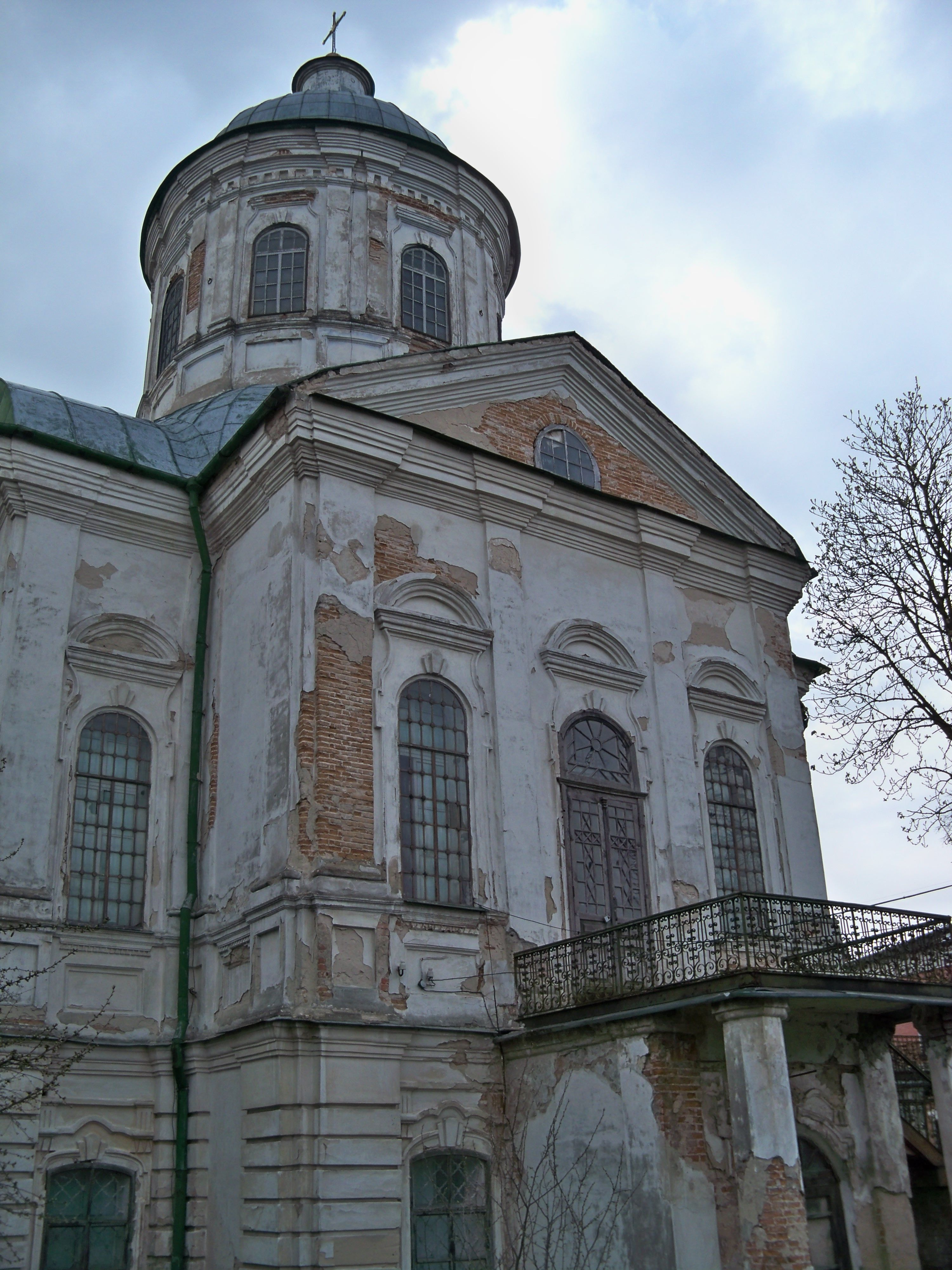
Фасад
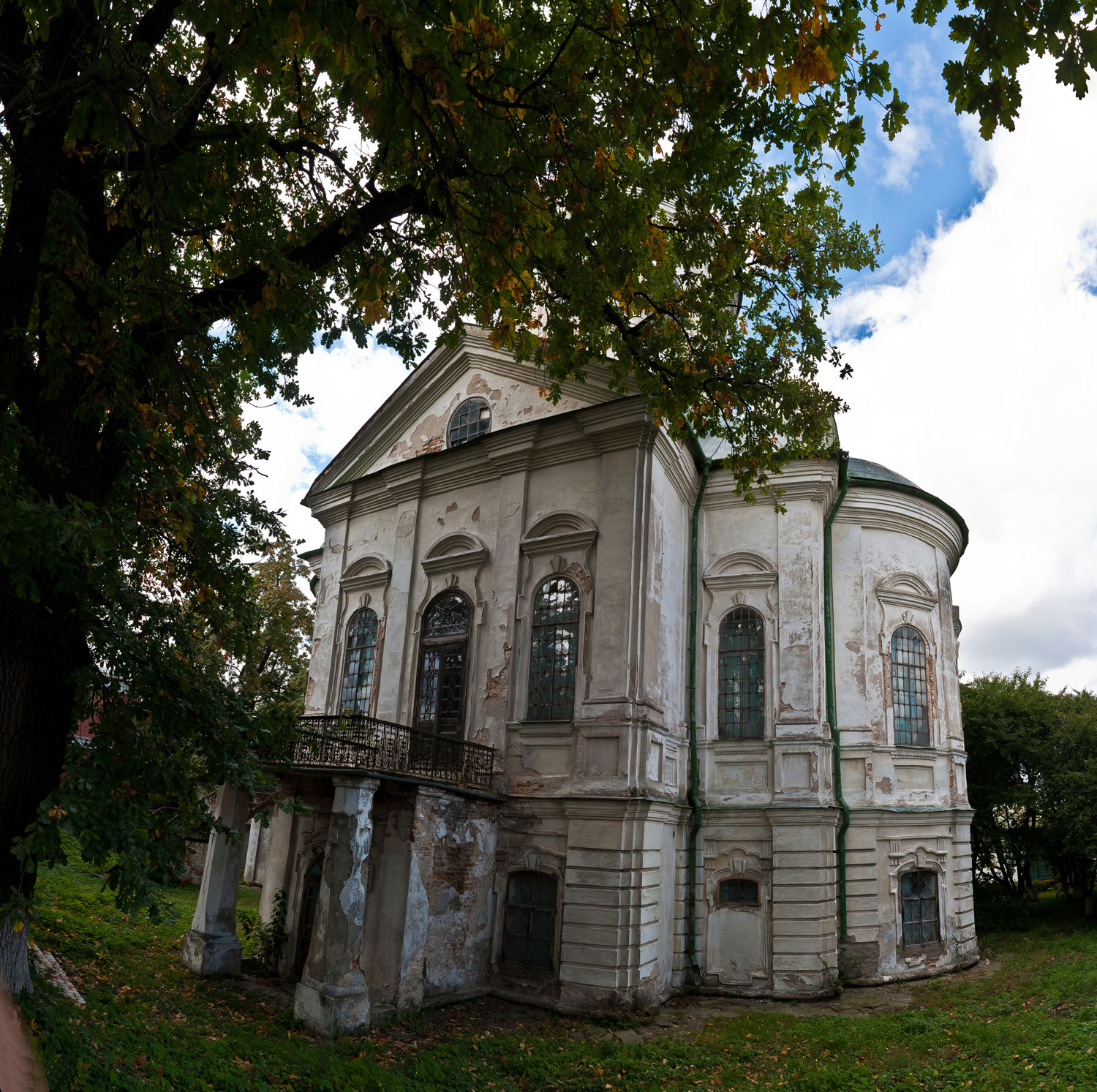
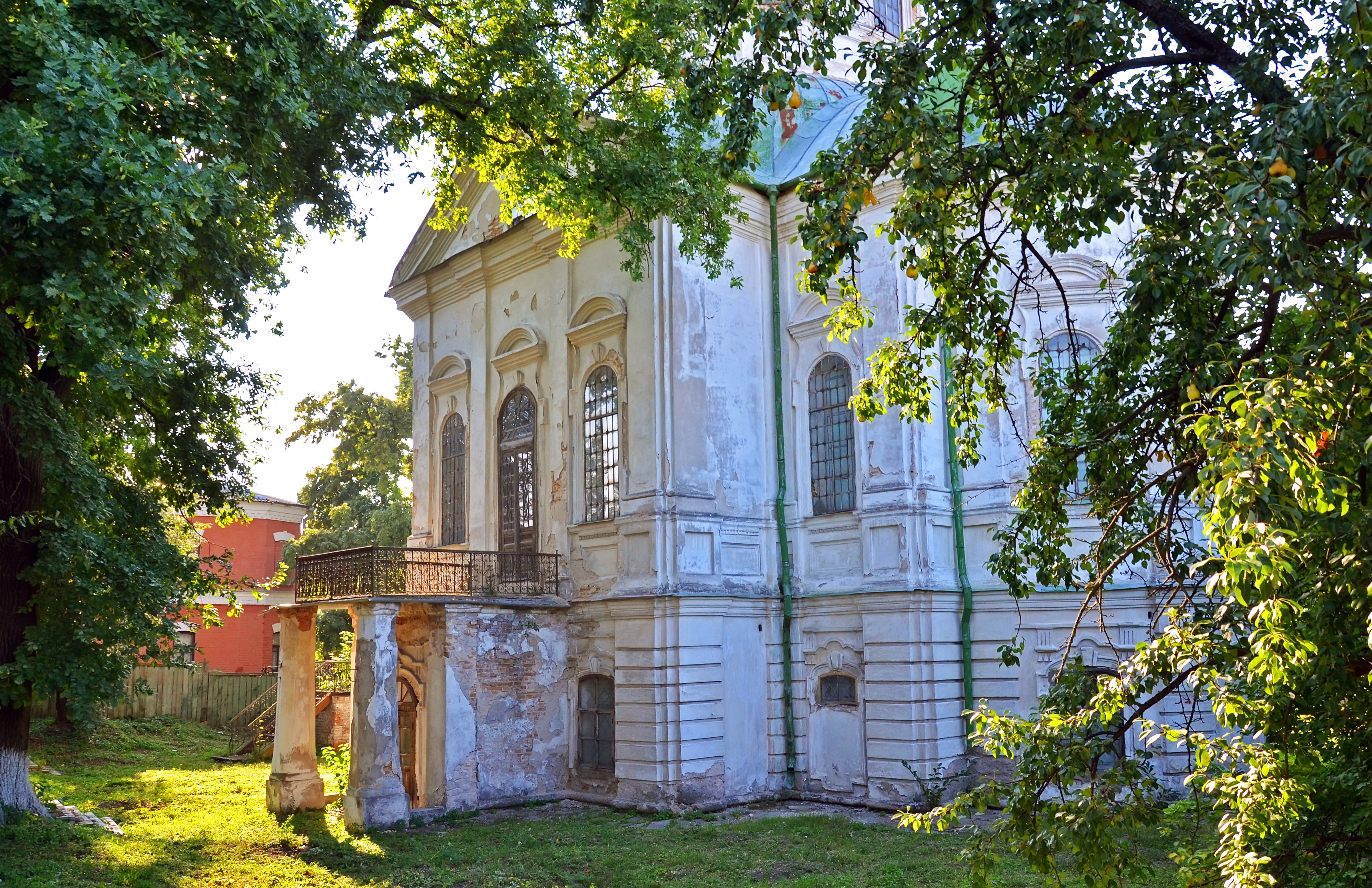
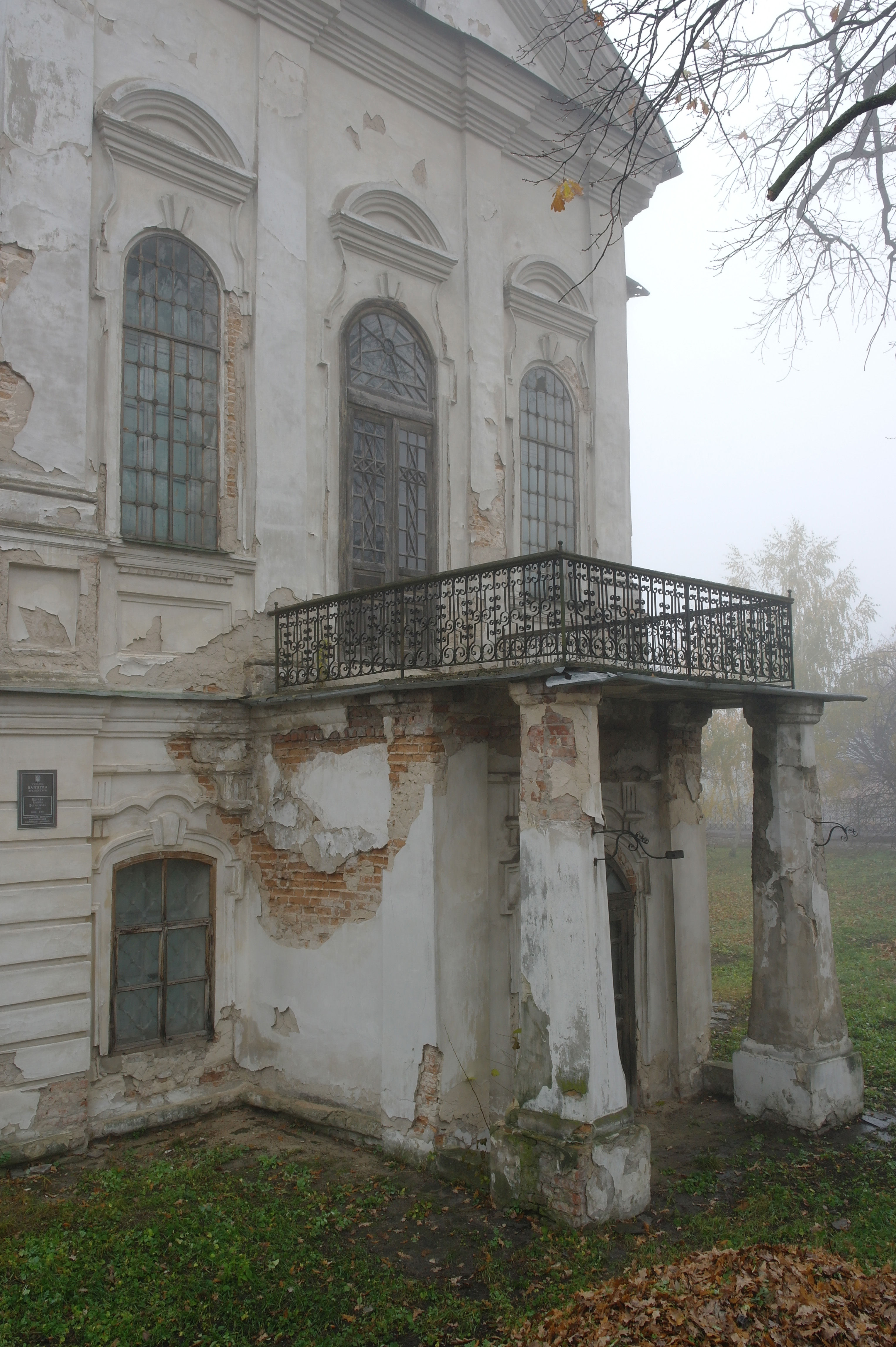
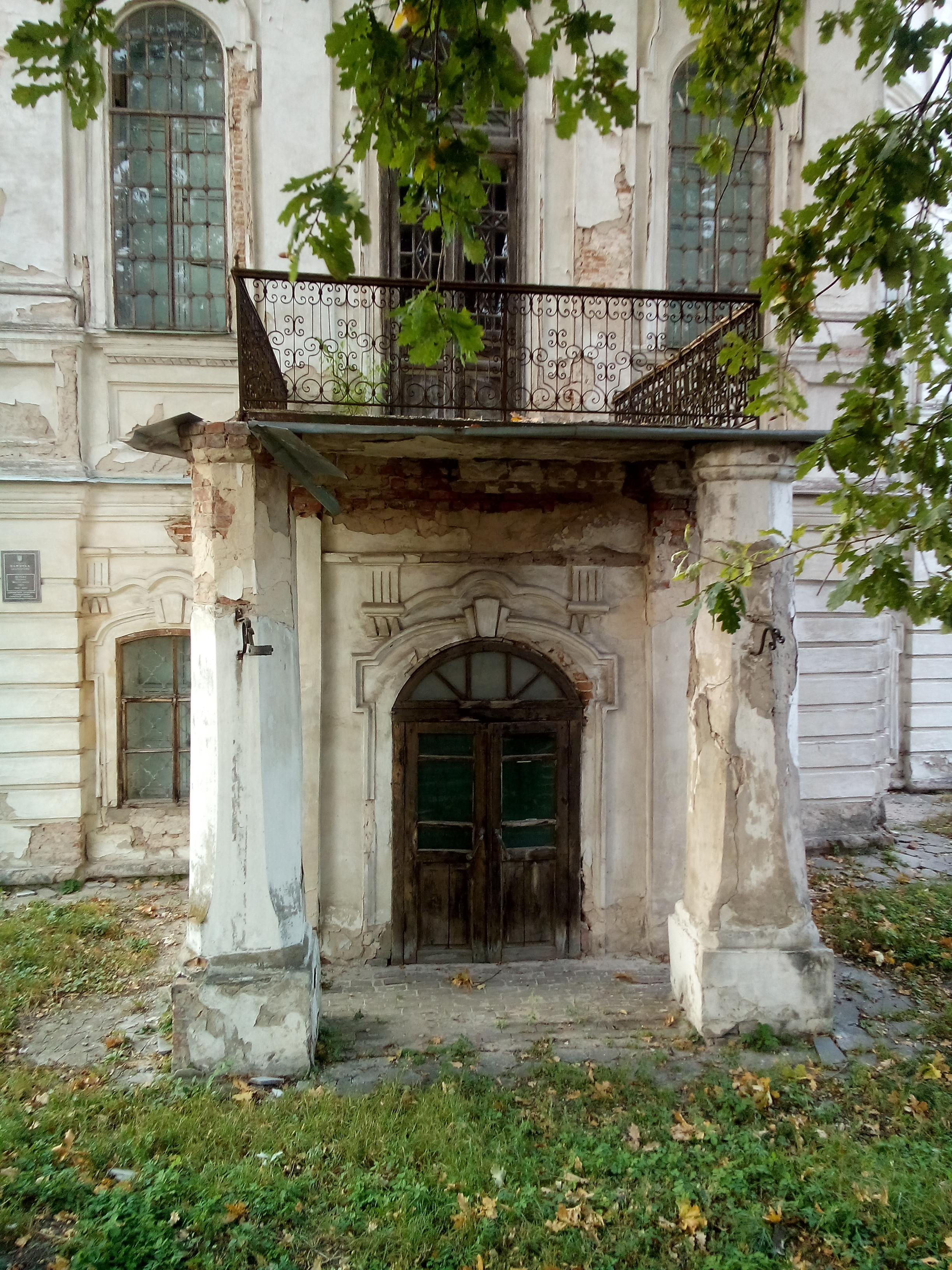
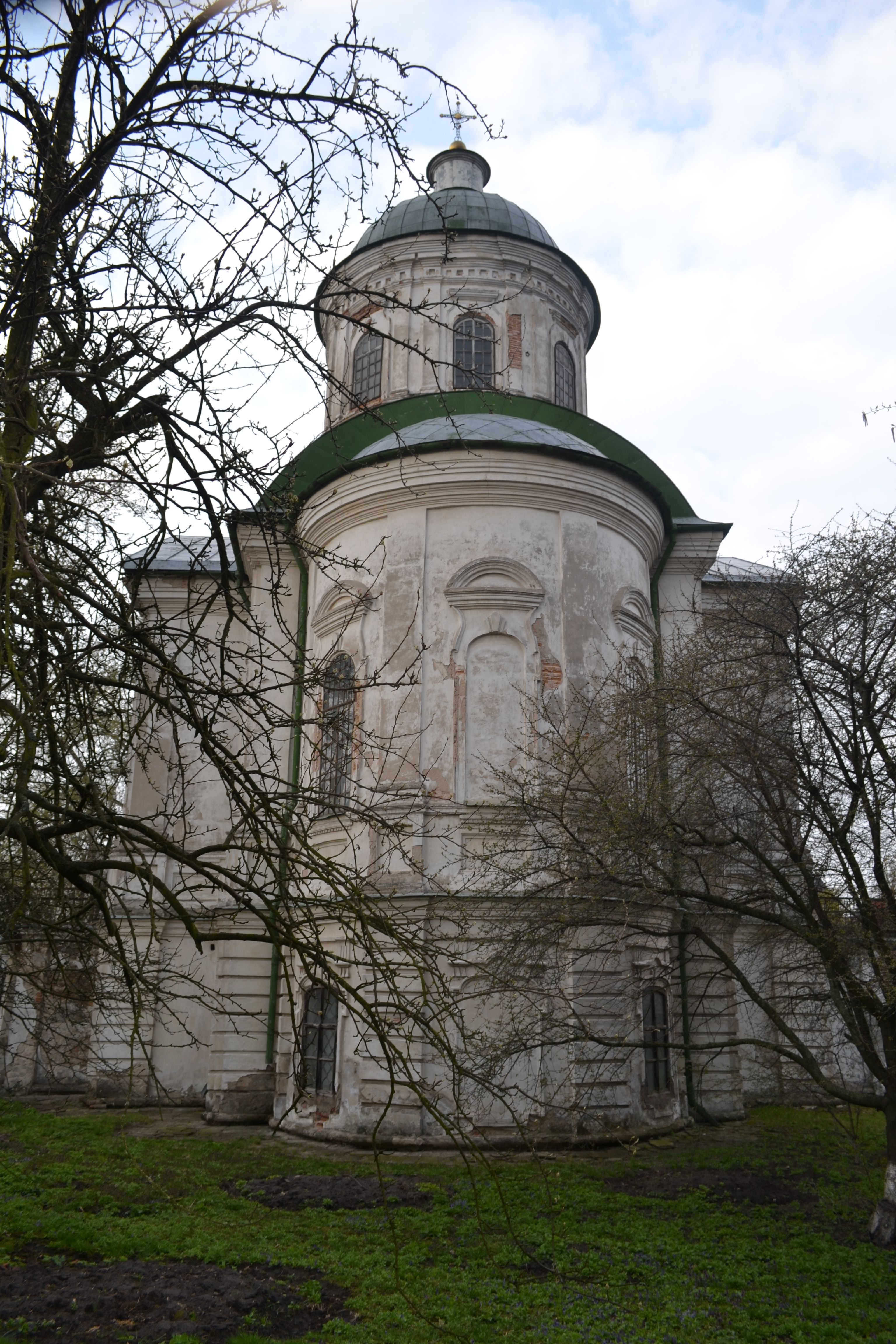
Боковий вигляд церкви
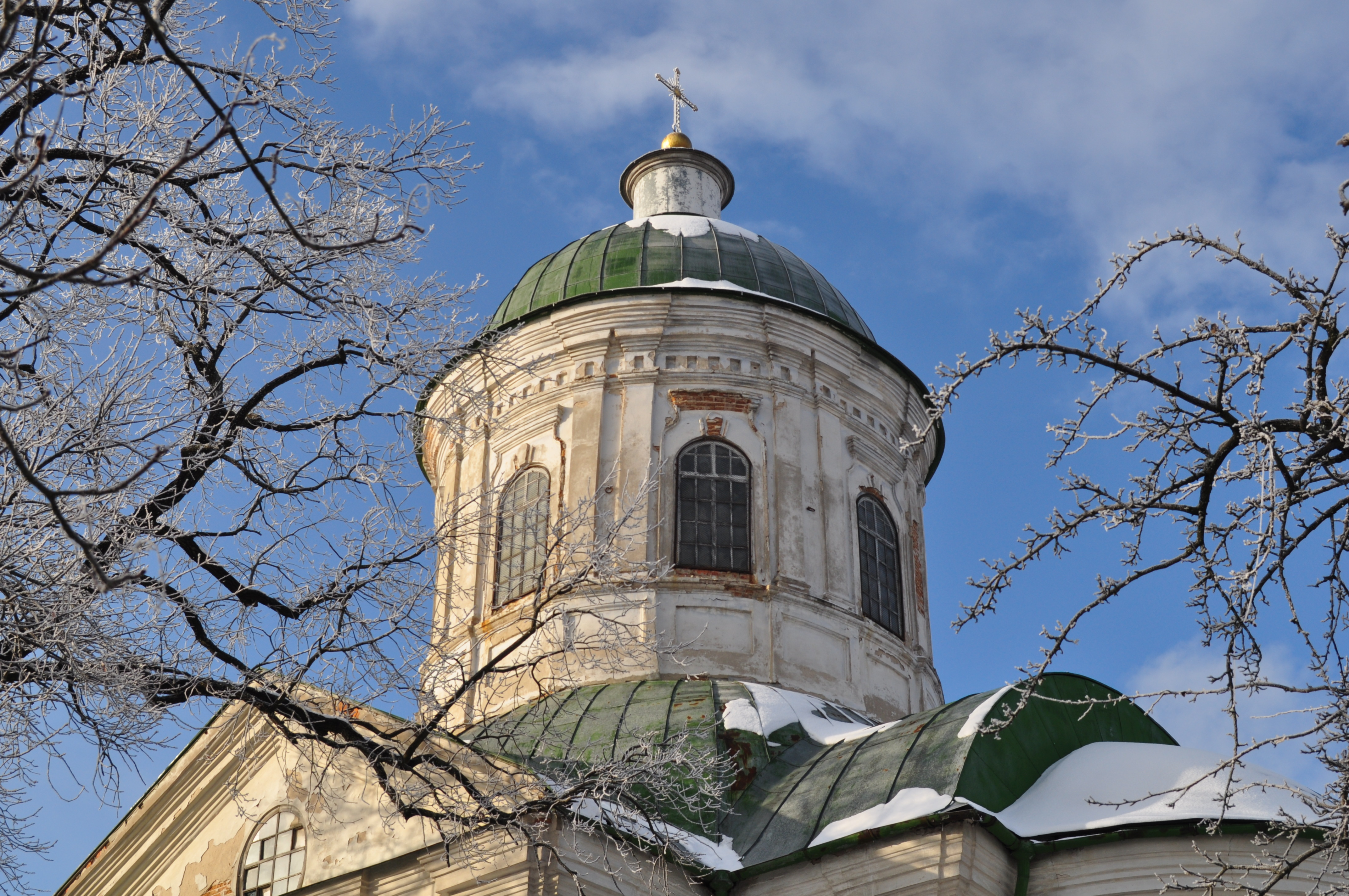
Купол, 2009
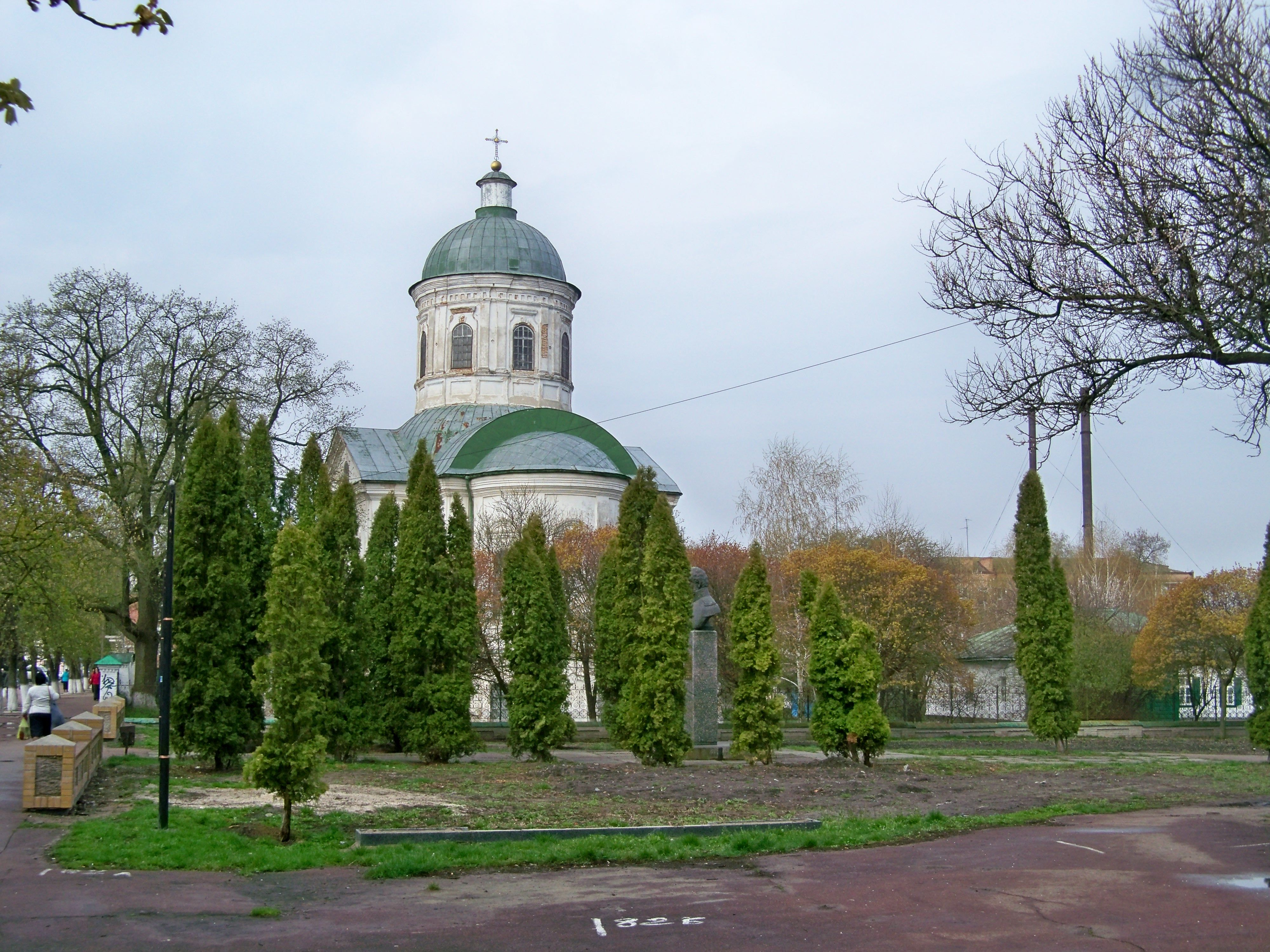
Вигляд з боку вулиці Гоголя та пам'ятник Юрію Лисянському
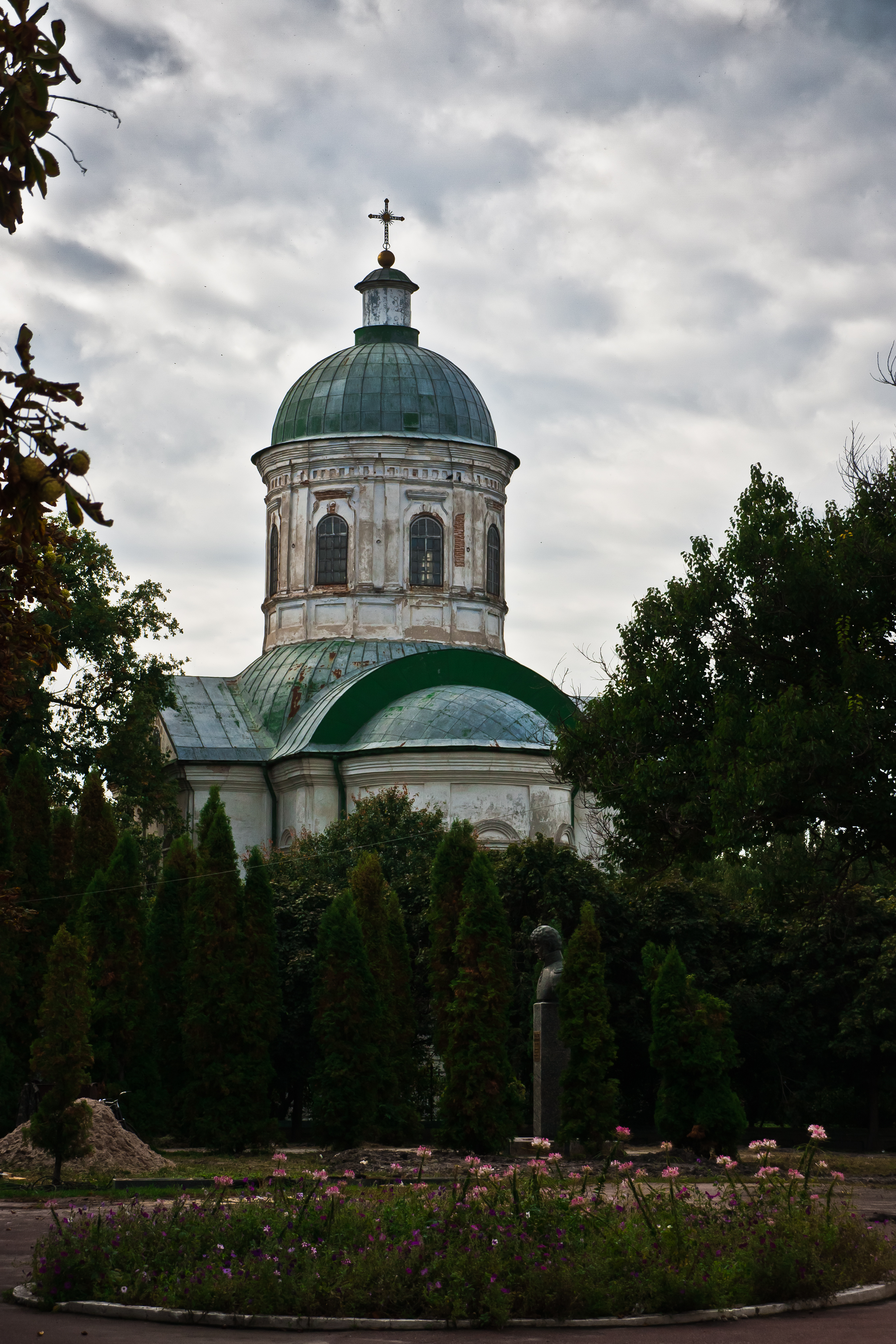
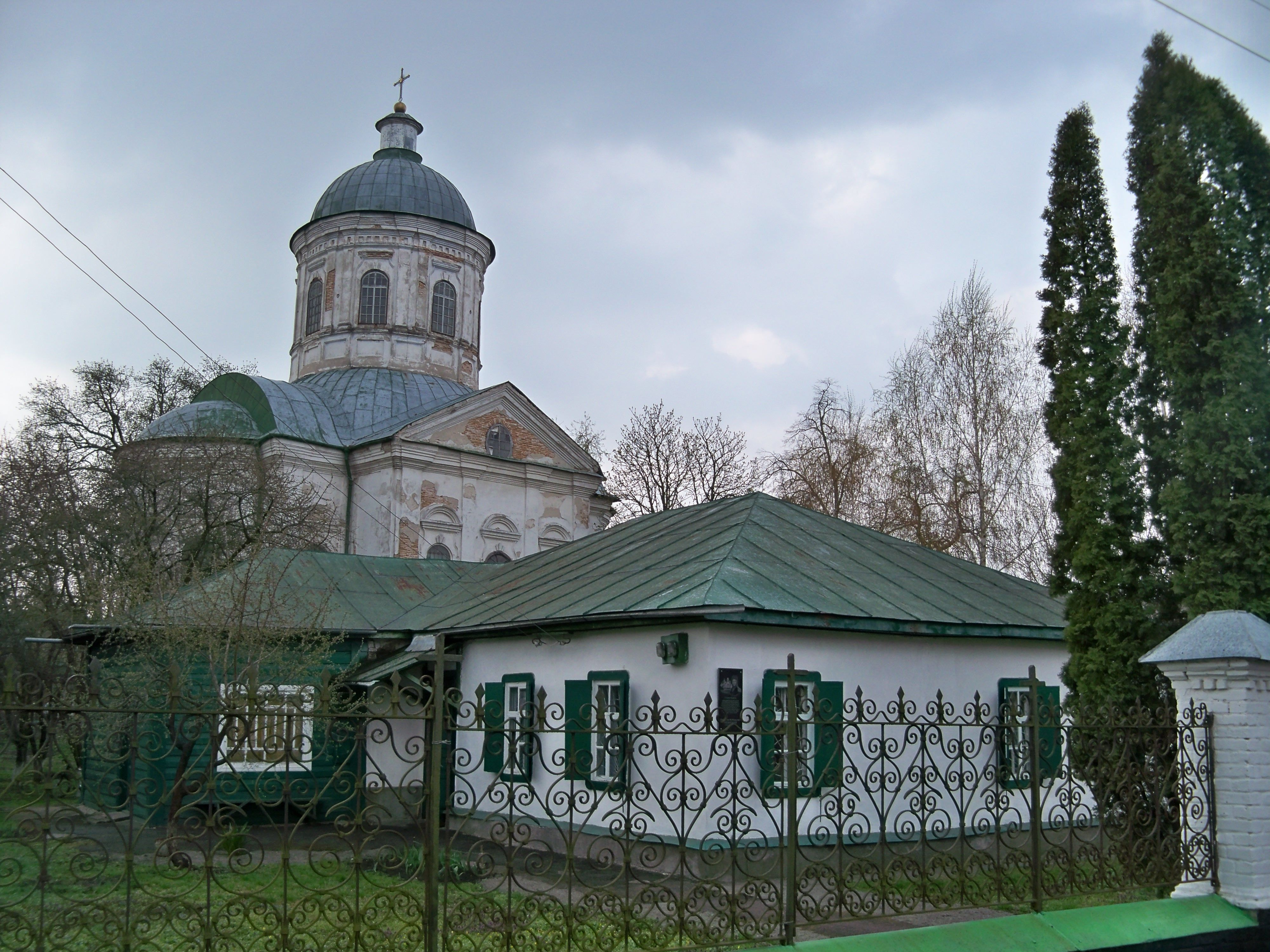
Церква Іоанна Богослова та будинок, де народився Юрій Лисянський